# Cryptobranchoidea
Cryptobranchoidea  (лат.) — подотряд примитивных хвостатых земноводных (Caudata), самые крупные амфибии из ныне существующих (достигают размеров до 1,5—1,8 метров). Имеют амфицельные позвонки и наружное оплодотворение. Встречаются в США, Китае и Японии. Они также известны как примитивные саламандры, в контраст Salamandroidea.
Подотряд включает два современных семейства (остальные вымершие) и около 50 видов.
- Скрытожаберники (лат. Cryptobranchidae) — 2 рода, 4 вида
- Углозубы (лат. Hynobiidae) — до 10 родов и 50 видов
- †Nesovtriton mynbulakensis Skutschas, 2009 — меловой период (Узбекистан)
- †Regalerpeton weichangensis Zhang et al., 2009 — меловой период (Китай)
- †Ukrainurus hypsognathus Vasilyan et al., 2013 — миоцен (Украина)